# Live in Warsaw (album IAMX)
Live in Warsaw – pierwszy album koncertowy projektu IAMX, wydany 14 listopada 2008 nakładem 61seconds.
Jest to zapis koncertu z dnia 29 lipca 2007 w studiu nagraniowym im. Agnieszki Osieckiej w Programie Trzecim Polskiego Radia. Album zmiksowano w Berlinie, w studiu IAMX2.
Płyta została wydana w formie digipaku w Polsce (na wyłącznej licencji dla Vision Film) oraz była rozprowadzana za pośrednictwem strony www.Nineteen95.com. Ukazała się także w formie downloadu. 26 czerwca 2020 wersja cyfrowa została wydana ponownie.

## Lista utworów
Koncert otwiera zapowiedź Piotra Stelmacha. Piosenki znane są z poprzednich, studyjnych albumów IAMX: Kiss + Swallow i The Alternative.
| 1.  | "The Alternative"          | 5:45  |
|     |                            |       |
| 2.  | "Bring Me Back a Dog"      | 3:45  |
|     |                            |       |
| 3.  | "The Negative Sex"         | 3:23  |
|     |                            |       |
| 4.  | "President"                | 4:32  |
|     |                            |       |
| 5.  | "Mercy"                    | 6:01  |
|     |                            |       |
| 6.  | "Lulled by Numbers"        | 4:20  |
|     |                            |       |
| 7.  | "Kiss and Swallow"         | 5:27  |
|     |                            |       |
| 8.  | "Spit It Out"              | 6:08  |
|     |                            |       |
| 9.  | "Song of Imaginary Beings" | 5:12  |
|     |                            |       |
| 10. | "Missile"                  | 3:45  |
|     |                            |       |
| 11. | "Your Joy Is My Low"       | 6:04  |
|     |                            |       |
|     |                            | 54:22 |
|     |                            |       |

## Twórcy
IAMX – skład koncertowy:
- Chris Corner – śpiew, gitara basowa, instrumenty klawiszowe, programowanie
- Dean Rosenzweig – gitara basowa, śpiew
- Janine Gezang – instrumenty klawiszowe, śpiew, gitara basowa
- Tom Marsh – perkusja

miksowanie i mastering:
- Chris Corner (w IAMX2 Berlin)

pozostali:
- Dave Doughman – dźwięk
- Mikołaj Dobrowolski – montaż
- Lidia Ścierańska – kierownictwo produkcji
- Przemysław Nowak – realizator dźwięku
- Jacek Gładkowski – dźwięk
- Jan Narkiewicz Jodko – główny realizator
- Andrea Fröhner – dizajn (oprawa graficzna albumu)